# Gornja Badanja
Gornja Badanja (srp. Горња Бадања) je naselje na zapadu središnje Srbije. Administrativno pripada općini Loznica u Mačvanskome okrugu.

## Stanovništvo
Prema popisu iz 2002. godine, u Gornjoj Badanji živi 598 stanovnika od kojih je 493 punoljetno. Prema popisu iz 1991., u Gronjoj Badanji je živjelo 688 stanovnika. Prosječna starost stanovništa iznosi 44,4 godina (42,6 kod muškaraca i 46,4 kod žena). U naselju ima 203 domaćinstva, a prosječan broj članova domaćinstva je 2,95.
Prema popisu iz 2002. godine, Gornju Badanju gotovo u potpunosti naseljavaju Srbi.
| broj stanovnika | 1324  | 1289  | 1246  | 1077  | 901   | 688   | 598   |
|                 | 1948. | 1953. | 1961. | 1971. | 1981. | 1991. | 2002. |